# Carl Haase (Archivar)
Carl Haase (* 26. Januar 1920 in Hamburg; † 7. Januar 1990 in Hannover) war ein deutscher Historiker und Archivar.

Carl Haases Vorfahren kamen aus Niedersachsen. Als Sohn eines Stadtoberinspektors wuchs er in einem Hamburger Vorort auf. Ostern 1938 verließ er das Realgymnasium mit dem Reifezeugnis. Haase leistete Reichsarbeitsdienst und wurde daraufhin zur Wehrmacht eingezogen. Im Zweiten Weltkrieg war Haase als Funker in Frankreich, Russland und Holland tätig. Zuletzt war er Funktruppführer im Range eines Feldwebels. Im Juli 1945 wurde er aus britischer Gefangenschaft entlassen. Haase wollte ursprünglich Journalist und dann Architekt werden. Im Wintersemester entschied er sich jedoch an der Universität Hamburg für das Studium der Geschichte, Germanistik und Philosophie. Seine wichtigsten akademischen Lehrer waren Hermann Aubin, Paul Johansen und Erich Keyser. Besonders geprägt wurde er dabei von Aubin. Im Juli 1950 wurde Haase mit einer Arbeit über die Geschichte und die Verbreitung des Bremer Stadtrechts im Mittelalter promoviert. Im Dezember 1950 legte er das Staatsexamen ab. Haase wechselte gemeinsam mit Keyser nach Marburg. Er half mit beim Aufbau einer Forschungsstelle für Städtegeschichte. Von 1952 bis 1954 besuchte er die Archivschule Marburg. Dort legte er 1954 erfolgreich die archivarische Staatsprüfung ab. Ab 1954 war Haase für sechs Jahre am Staatsarchiv Oldenburg tätig. Im Juli 1956 wurde er zum Archivrat ernannt. 1960 wurde er Direktor des Staatsarchivs (seit 1971: Hauptstaatsarchiv) Hannover. Als Nachfolger von Rudolf Grieser wurde Haase 1964 Leiter des Referats „Staatliche Archivverwaltung“ bei der Niedersächsischen Staatskanzlei. Seit 1966 war er Leitender Archivdirektor und seit April 1969 Direktor der Staatsarchive. 1971 erlitt er einen Schlaganfall. Er konnte jedoch 1972 seinen Dienst fortsetzen. 1978 wurde er in den Ruhestand versetzt. 1985 wurde er zum korrespondierenden Mitglied der Göttinger Akademie der Wissenschaften gewählt.
Auf Haase geht mit der Gründung eines Britisch-Deutschen-Historikerkreises die Initiative zur Errichtung des Deutschen Historischen Instituts in London zurück. 1976 konnte Haases Plan in die Tat umgesetzt werden. Seine Arbeitsschwerpunkte waren die mittelalterliche Stadtgeschichte, die Hanse und die Geschichte Hannovers um die Wende des 18. zum 19. Jahrhunderts. Besonders intensiv beschäftigte er sich mit Ernst Brandes, dem hannoverschen Geheimen Kanzleisekretär und Kurator der Universität Göttingen. Ihm widmete er 1973 und 1974 eine zweibändige Biographie. Haase gab das dreibändige Sammelwerk Die Stadt des Mittelalters von 1969 bis 1973 heraus. Für den 1983 erschienenen dritten Band (Zweiter Teilband) der von Hans Patze herausgegebenen Geschichte Niedersachsens verfasste Haase den Beitrag über die Entwicklung der Bildung und Wissenschaft von der Reformation bis 1803 und das Kapitel über die Literatur zwischen Renaissance und Realismus. Haase war Mitglied zahlreicher historischer Vereine und Institutionen. Seit 1953 war er Mitglied und seit 1962 gehörte er dem Vorstand des Hansischen Geschichtsvereins an und seit 1965 dem Ausschuss der Historischen Kommission für Niedersachsen und Bremen an. Seit dem 23. April 1964 war er korrespondierendes Mitglied der Historischen Kommission für Westfalen.

## Schriften (Auswahl)
Ein Schriftenverzeichnis erschien in: Niedersächsisches Jahrbuch für Landesgeschichte 57 (1985), S. 469–481 (online).
- Untersuchungen zur Geschichte und Verbreitung des Bremer Stadtrechtes im Mittelalter. Hamburg 1950.
- (Hrsg.): Die Stadt des Mittelalters. 3 Bände. Darmstadt 1969–1973.
- Ernst Brandes. 1758–1810. 2 Bde. Hildesheim 1973–1974.
- Bildung und Wissenschaft von der Reformation bis 1803. In: Geschichte Niedersachsens. Herausgegeben von Hans Patze. Bd. 3,2. Hildesheim 1983, S. 261–493.